# P.O.sin-music
P.O.sin-music ist ein deutsches Hip-Hop-Label. Gegründet wurde das Label 1997 in Altefähr auf Rügen von Mark Schandor. Seit 2003 ist P.O.sin-music in Hamburg ansässig.
Das Label veröffentlicht seit dem Jahr 2011 nicht nur physische Tonträger, sondern über Lizenzierungen auch Alben im Digitalvertrieb.

## Diskografie
- 1997 – Pussi: North Side Connexion,  Album
- 1998 – Underdog Cru: Maximum, Album
- 1999 – Pussi: Roter Oktober, EP
- 1999 – Pussi: Pussi Roter Oktober, Album
- 1999 – Northside Tribe: Non Plus Ultra, Album (Rezension in Intro[2])
- 1999 – Pussi: Großmogul Nordost EP, EP
- 2000 – No GMX: Hand & Fuss, EP
- 2001 – Blak-I: Stay Real, EP
- 2002 – Pussi: Sprachlos ...Alle sind Mc Jetzt, EP
- 2011 – Flashmaster Ray: Der Boss am Bass, Album
- 2011 – CMFDR: Spuren im Sand, Album
- 2011 – Sickn: König der Reime, EP
- 2011 – 12bitphil: 12bitphil, Album
- 2011 – Pussi: Ein Sturm aus Nordost, Album
- 2011 – Pussi: Komm tanzen!, Album
- 2011 – P.O.sin-music: P.O.sin-music Hip Hop Releases 1, Compilation
- 2012 – CMFDR: Dreiundfünfzig, EP
- 2012 – Käpt´n Hook & Type: Hände in die Luft, Single
- 2012 – Käpt´n Hook & Type: Des Wortes angeklagt, Album
- 2012 – Flashmaster Ray: Roboter Musik, Single
- 2013 – Crak: Yetkili, Album
- 2013 – Maulers Boutique: Maulers Boutique, Album
- 2014 – Flashmaster Ray: Electric B-Boy, Single
- 2014 – Flashmaster Ray: Flashback, Album